# Rhodes Reason
Rhodes Reason (19 de abril de 1930 – 26 de diciembre de 2014) fue un actor de nacionalidad estadounidense, hermano de otro actor, Rex Reason.

## Biografía
Nacido en Glendale, California, Reason debutó como actor a los dieciocho años de edad trabajando en la obra Romeo y Julieta, bajo la dirección de Charles Laughton. En total, a lo largo de su carrera hizo más de 230 papeles en la televisión, el cine y el teatro.
Entre sus papeles más destacados se incluye el protagonista en King Kong Escapes (1967) y el papel principal de la serie televisiva White Hunter (1958), así como el del Sheriff Will Mayberry en la producción televisiva de la American Broadcasting Company Bus Stop, en la que actuaban Marilyn Maxwell y Richard Anderson.
En 1956, Reason participó en los episodios "Rodeo Round-Up" y "Dust of Destruction" de la serie protagonizada por Kirby Grant Sky King, una producción con temática aérea y western.
El 15 de octubre de 1957, Reason tuvo un papel importante en el episodio "Strange Land", de la serie western de la ABC/Warner Bros. Sugarfoot, protagonizada por Will Hutchins. En dicha entrega actuaba también Morris Ankrum.
En 1958 hizo otro papel relevante, el de Black Jack en el episodio "The Homesteaders", de la serie western emitida en redifusión Frontier Doctor, y que protagonizaba Rex Allen. Reason fue Ben Thompson en 1960 en el capítulo "Appointment in Agoura" de otra serie western de ABC/WB, Colt .45, en el cual también participaba Chris Robinson.
Reason actuó como artista invitado en numerosas producciones televisivas, entre las cuales se incluyen Tales of the Texas Rangers, Death Valley Days (1952), Maverick (1957), Tombstone Territory (1957), Perry Mason (1966), 77 Sunset Strip (1958), Bourbon Street Beat (1960), El túnel del tiempo (1966), The Big Valley (1967), Star Trek: La serie original (en el episodio de 1968 "Pan y circo"), y Here's Lucy (1968).
Entre sus actuaciones cinematográficas, destacan las que llevó a cabo en Yellowstone Kelly (1959, con Clint Walker) y A Fever in the Blood (1961). A principios de los años 1980 también actuó en el musical representado en el circuito de Broadway Annie, interpretando durante casi tres años a Daddy Warbucks.
Rhodes Reason falleció el 26 de diciembre de 2014 en Palm Springs, California, a causa de un linfoma. Tenía 84 años de edad.